# رئیس‌جمهور تیمور شرقی
رئیس‌جمهور تیمور شرقی، به‌طور رسمی رئیس‌جمهور جمهوری دموکراتیک تیمور شرقی (پرتغالی: Presidente da República Democrática de Timor-Leste , تتومی: Prezidente Republika Demokratika Timor-Leste)، رئیس دولت در تیمور شرقی است که با رای مردم برای یک دوره پنج ساله برگزیده می‌شود.
رئیس‌جمهور به صورت رسمی رئیس شورای دولتی تیمور شرقی است. اختیارات اجرایی رئیس‌جمهور محدود است. رئیس‌جمهور می‌تواند قانون را وتو کند. پس از انتخابات، رئیس‌جمهور معمولاً رهبر حزب اکثریت یا ائتلاف اکثریت را به عنوان نخست‌وزیر منصوب می‌کند. به عنوان رئیس دولت، نخست‌وزیر ریاست کابینه را بر عهده دارد. رئیس‌جمهور همچنین فرمانده عالی نیروی پدافندی تیمور شرقی است.

## رؤسای جمهور تیمور شرقی در طول جنگ استقلال
| شماره | چهره‌نما | نام (زادروز–مرگ)                      | برگزیده شد | دوره نمایندگی  | دوره نمایندگی  | دوره نمایندگی | حزب سیاسی | اتحاد    |
| شماره | چهره‌نما | نام (زادروز–مرگ)                      | برگزیده شد | ورود           | خروج           | طول تصدی      | حزب سیاسی | اتحاد    |
| ----- | ------- | ------------------------------------- | ---------- | -------------- | -------------- | ------------- | --------- | -------- |
| ۱     |         | فرانسیسکو خاویر دو آمارال (۱۹۳۹-۲۰۱۲) | -          | ۲۸ نوامبر ۱۹۷۵ | ۷ دسامبر ۱۹۷۵  | ۹ روز         | فرتیلین   | مارکسیست |
| ۲     |         | نیکولا دوس ریس لوباتو (۱۹۴۶-۱۹۷۸)     | -          | ۷ دسامبر ۱۹۷۵  | ۳۱ دسامبر ۱۹۷۸ | ۳ سال، ۲۴ روز | فرتیلین   | مارکسیست |

## رؤسای جمهورجمهوری دموکراتیک تیمور شرقی
| شماره | چهره‌نما | نام (زادروز–مرگ)               | برگزیده شد | دوره نمایندگی | دوره نمایندگی  | دوره نمایندگی  | حزب سیاسی |
| شماره | چهره‌نما | نام (زادروز–مرگ)               | برگزیده شد | ورود          | خروج           | طول تصدی       | حزب سیاسی |
| ----- | ------- | ------------------------------ | ---------- | ------------- | -------------- | -------------- | --------- |
| ۱     |         | زانانا گوسمائو (زاده ۱۹۴۶)     | ۲۰۰۲       | ۲۰ مه ۲۰۰۲    | ۲۰ مه ۲۰۰۷     | ۵ سال، ۰ روز   | مستقل     |
| ۲     |         | خوزه راموس هورتا (زاده ۱۹۴۹)   | ۲۰۰۷       | ۲۰ مه ۲۰۰۷    | ۲۰ مه ۲۰۱۲     | ۵ سال، ۰ روز   | مستقل     |
| –     |         | ویسنته گوترش (زاده ۱۹۵۶) گذرا  | -          | ۱۱ فوریه ۲۰۰۸ | ۱۳ فوریه ۲۰۰۸  | ۲ روز          | CNRT      |
| –     |         | فرناندو دی آرائوخو (۱۹۶۲-۲۰۱۵) | -          | ۱۳ فوریه ۲۰۰۸ | ۱۷ آوریل ۲۰۰۸  | ۶۴ روز         | PD        |
| ۳     |         | تاور ماتان رواک (زاده ۱۹۵۶)    | ۲۰۱۲       | ۲۰ مه ۲۰۱۲    | ۲۰ مه ۲۰۱۷     | ۵ سال، ۰ روز   | مستقل     |
| ۴     |         | فرانسیسکو گوترش (زاده ۱۹۵۴)    | ۲۰۱۷       | ۲۰ مه ۲۰۱۷    | on 2۰ مه ۲۰۲۲) | ۷ سال، ۳۰۲ روز | فرتیلین   |
| –     |         | خوزه راموس هورتا (زاده ۱۹۴۹)   | ۲۰۲۲       | ۲۰ مه ۲۰۲۲    | کنونی          | ۲ سال، ۳۰۲ روز | CNRT      |